# Карбанион

Карбанионный центр

При присоединении лишнего электрона к атому углерода (это происходит, когда при отщеплении какого-либо атома или группы атомов оба общих электрона, образующих связь, остаются при углеродном атоме) образуется отрицательно заряженный атом - карбанион.
R:Y -> R-': + Y+
Карбанион — анион, содержащий чётное число электронов со свободной электронной парой на четырехвалентном атоме углерода. К карбанионам относят как анионы с локализованным на углеродном атоме отрицательным зарядом, так и анионы с делокализованным отрицательным зарядом, у которых по крайней мере в одной из канонических структур заряд локализован на атоме углерода:

## Свойства
Карбанионы являются сопряженными основаниями для углеводородов, выступающих в роли кислот Льюиса.
Карбанионные центры могут находиться в состоянии sp3-гибридизации (например, Cl3C-), промежуточном состоянии между sp3 и sp2-гибридизациями (например, в енолят-анионах) и sp1-гибридизации (в ацетиленидах R-С≡C-).

## Способы получения
1. Ионизация под действием растворителя для металл-органических соединений.
2. Действие сильных оснований на достаточно кислую (поляризованную) связь C-H.
3. Присоединение анионов по кратным связям.

## Факторы стабилизации
1. Пространственный фактор — экранирование реакционного центра.
2. Резонансный фактор — чем больше резонансных структур имеет карбанион, тем более он стабилен.
3. Природа и положение заместителей в углеродной цепи — акцепторные заместители стабилизируют карбанион.

## Химические свойства
1. Взаимодействие с электрофилами.
2. Окисление до радикалов.